# Visarga
Visarga —विसर्ग en devanagari — és un fon de la fonologia del sànscrit, mencionat ja als shiksha o śikṣā (IAST), antics tractats de fonètica i fonologia. Antigament també es coneixia com a visarjanīya (IAST).
El símbols gràfics del visarga són: IAST: <ḥ>, Harvard-Kyoto: <H>,, Devanagari: <ः>
La funció del visarga en sànscrit és d'indicar un eco de la vocal precedent. En la recitació clàssica de textos en sànscrit el visarga s'ignora al mig d'un vers, només es pronuncia al final d'una estrofa.
En altres llengües índiques les funcions del visarga són més o menys similars. En birmà, però, el visarga (◌း) al costat d'una lletra té la funció de donar-li un to alt.